# Digonocryptus thoracicus
Digonocryptus thoracicus là một loài tò vò trong họ Ichneumonidae.